# Actinoptera brahma
Actinoptera brahma är en tvåvingeart som först beskrevs av Ignaz Rudolph Schiner 1868.  Actinoptera brahma ingår i släktet Actinoptera och familjen borrflugor. Inga underarter finns listade i Catalogue of Life.